# カムデン駅
カムデン駅（英語：Camden Station ）は、アメリカ合衆国サウスカロライナ州カムデン ウェスト・デカルブ・ストリート1060にある駅。 全米各地を結ぶ旅客鉄道のアムトラックが乗り入れている。

## 概要
アムトラックで使用されている旧シーボード・エア・ライン鉄道の建設した駅舎は、増加した乗客のボリュームに対応するために旅客駅と貨物駅の機能が統合された駅として1937年に建設された。
地域社会の発展に果たした重要性と設計が調和していたため2000年に国家歴史登録財に登録された。アムトラックは2015年に修繕のために248万ドルを投じた。修繕工事は天蓋屋根、ドア、窓、歩道、看板、待合室、休憩室、外部照明、駐車場の再舗装が含まれていた。

## 利用可能な鉄道路線／列車
アムトラックの停車する列車は下記の通り。
ニューヨークとマイアミ間の夜行長距離列車シルバー・スター…1日1往復停車